# Palácio de São Bento da Vitória
O Palácio de São Bento da Vitória, situa-se na cidade do Porto, Rua São Bento da Vitória 12.
Foi de 1950 até 2000 a sede da Policia Judiciária, no Porto e até 2014 o Tribunal de Instrução Criminal do Porto.
Em 2015 foi vendido pelo estado português à promotora imobiliária Próximo Quadrado, Lda.

## História
Mandado construir por volta de 1830 por José Monteiro de Almeida, comerciante abastado casado com D.ª Isabel Allen, Baronesa da Regaleira, filha de Eduardo W. Allen, Cônsul Britânico.
Foi vendido em 1857,  por 10 contos de Réis, a José Gaspar da Graça, também comerciante, passando para posse de sua filha Dª Maria Lopes da Graça e seu marido Conselheiro António de Oliveira Monteiro, por herança em 1888 e vendido pelos descendentes destes em 1928, ao Estado Português.
Conhecido por Palácio de São Bento da Vitória ou pela Casa da Baronesa da Regaleira, teve diversas funções: Colégio Podestá (1853); Correio Central (1857), sendo transferido para o Palacete da Batalha em 1880; Teatro Vitória e Liceu Central do Porto, a partir de 1887.

## Arquitectura
Palácio do primeiro quartel do séc. XIX. Edifício profundamente marcado pelo estilo neoclássico, na sua fachada podemos verificar  a existência de frontões triangulares  nas fachadas embora na fachada posterior tenha sido retirado após obras de recuperação (1950).
Fachada organizada segundo os cânones métricos do primeiro quartel do sec. XIX, entablamentos direitos, frisos lisos. Conjunto bastante formal e estrutural.
Notável embasamento, onde se evidência o pórtico principal em arco de volta perfeita, ladeado por pilastras; de discreta elegância.
No interior uma tradicional e formal organização geométrica dos espaços. Planta quadrada, com saguão central onde se encontrava a escadaria monumental (demolida), em granito lavrado e adornado e sobre o conjunto o caracteristico zimbório que ilumina toda a escadaria.
Destaca-se no edifício, o vestíbulo de entrada do palácio, a menos adulterada das salas, com excelentes painéis de azulejos a decorar o conjunto e o monumental pórtico que dá acesso à escadaria. Todo o vestíbulo é flanqueado por varandas e janelas que se abrem do mezanino.